# Maoriata montana
Maoriata montana är en spindelart som beskrevs av Forster och Norman I. Platnick 1985. Maoriata montana ingår i släktet Maoriata och familjen Orsolobidae. Inga underarter finns listade i Catalogue of Life.